# Incendie du Val Vert
L'incendie du Val Vert est un sinistre dramatique survenu dans une maison de retraite le 13 février 1967 à Itterbeek (commune de Dilbeek, dans la banlieue ouest de Bruxelles) dans la province du Brabant Flamand, en Belgique. 
L'incendie fit 22 morts et fut l'une des principales catastrophes de l'année 1967 en Belgique, année particulièrement dramatique dans le Royaume, marquée notamment par l'incendie de l'Innovation ou la catastrophe de Martelange.

## Contexte
La maison de retraite était située dans le château de Fondspierre (Steenpoel en néerlandais), construit au XIXe siècle et appartenant à la famille Timmermans, dirigeant de la brasserie du même nom. Le bâtiment se trouvait sur la chaussée de Ninove et fut rasé pour être aujourd'hui un club de golf.

## Déroulement
L’incendie prit vers 21 h, alors que l'on comptait 94 résidents et une infirmière. Les pompiers sont prévenus à 21 h 29. C'est la caserne d'Anderlecht qui est territorialement compétente, alors que le SIAMU de la région de Bruxelles-Capitale n’existe pas encore. Des renforts sont alors demandés aux corps d'incendie communaux de Molenbeek-Saint-Jean et de la ville de Bruxelles.
19 personnes perdent la vie dans l'incendie et 46 sont blessées, dont trois décèderont dans les jours qui suivent.